# Retrat de Lluís Gonzaga
El suposat Retrat de Lluís Gonzaga, és una obra poc coneguda d'El Greco, a la que Harold Wethey dona el número 195 en el seu catàleg raonat d'obres d'aquest pintor.

## Temàtica de l'obra
Lluís Gonzaga (1568-1591) va estar a Espanya entre els anys 1581 i 1584, com a patge de Dídac d'Habsburg, fill de Felip II de Castella. Per tant, és versemblant que El Greco realitzés un retrat del futur Sant, tot i que no hi res que ho comfirmi, com tampoc hi ha la certesa de que aquesta obra sigui realment un retrat d'aquest personatge.

## Anàlisi de l'obra
L'expressió de l'adolescent té una intensitat aclaparadora, propia d'un jove místic. El cap és molt similar al del patge i al dels àngels d'El Martiri de Sant Maurici, per la qual cosa és indiscutible que la realització técnica és d'El Greco. En fotografíes antigues (1902, Moreno), apareix una aurèola al voltant del cap del sant, que no podía ser obra d'El Greco, perquè el mestre mai no pintava aquesta mena d'aurèoles, i perquè en la data en què fou pintada aquesta obra, Lluís Gonzaga encara no havia estat declarat Sant. Aquesta aurèola espúria fou eliminada en una restauració posterior.
Sembla que El Greco va pintar la mà esquerra del jove sobre el llibre, tal com es veu actualment, malgrat les informacions contradictòries d'autors com August L. Mayer. A la part posterior del quadre apareix un escut en un segell vermell de lacre, que segurament es refereix a alguna confraria.
Aquesta obra recorda algun retrat de l'etapa romana d'El Greco, per la manera de representar el rostre del personatge. Aquest, tot i l'aparent manca d'expressió, sembla ple d'una voluntat, d'una decisió i d'un foc intern. El color negre del trajo és, en aquest cas, d'una densitat total, amb petites superposicions de color gris per a remarcar les línies de la llum.